# Városliget
Városliget, v překladu do češtiny Městský lesík, je park v Budapešti.
|  | 1. – restaurace Gundel 2. – zoologická zahrada Állatkert 3. – cirkus 4. – už zaniklý zábavní park Vidám park 5. – Termální lázně Széchenyi 6. – hrad Vajdahunyad 7. – koncertní síň Petőfi Csarnok 8. – Dopravní muzeum Közlekedési Múzeum 9. – Náměstí Hrdinů 10. – Muzeum krásného umění 11. – Palác umění Műcsarnok |

Városliget se nachází severovýchodně od centra Budapešti na konci Andrássyho třídy za náměstím Hrdinů. Jeho současná podoba vznikla v období okolo roku 1896 při příležitosti přípravy oslav tisíciletí od příchodu Maďarů do Uherské nížiny. S centrem města je spojen podzemní drahou systému budapešťského metra.
V parku se nachází stálý cirkus, zoologická zahrada (Állatkert), restaurace Gundel, termální lázně Széchényi, hrad Vajdahunyad, dopravní muzeum, několik umělých jezer. Do roku 2013 se v parku nacházel také zábavní park Vidám park.